# Wibaux
Wibaux és una població dels Estats Units a l'estat de Montana. Segons el cens del 2000 tenia 567 habitants.

## Demografia
Segons el cens del 2000, Wibaux tenia 567 habitants, 239 habitatges, i 139 famílies. La densitat de població era de 204,6 habitants per km².
Dels 239 habitatges en un 25,1% hi vivien nens de menys de 18 anys, en un 46,9% hi vivien parelles casades, en un 8,8% dones solteres, i en un 41,8% no eren unitats familiars. En el 39,3% dels habitatges hi vivien persones soles el 21,3% de les quals corresponia a persones de 65 anys o més que vivien soles. El nombre mitjà de persones vivint en cada habitatge era de 2,22 i el nombre mitjà de persones que vivien en cada família era de 3.
Per edats la població es repartia de la següent manera: un 23,1% tenia menys de 18 anys, un 5,8% entre 18 i 24, un 21,2% entre 25 i 44, un 23,1% de 45 a 60 i un 26,8% 65 anys o més.
L'edat mediana era de 45 anys. Per cada 100 dones de 18 o més anys hi havia 78 homes.
La renda mediana per habitatge era de 26.518 $ i la renda mediana per família de 36.250 $. Els homes tenien una renda mediana de 25.893 $ mentre que les dones 20.250 $. La renda per capita de la població era de 18.105 $. Aproximadament el 2,9% de les famílies i el 10,2% de la població estaven per davall del llindar de pobresa.

## Poblacions més properes
El següent diagrama mostra les poblacions més properes.